# Gaje (województwo pomorskie)
Gaje – mała osada leśna w Polsce położona w województwie pomorskim, w powiecie słupskim, w gminie Potęgowo. Wchodzi w skład sołectwa Runowo.
W latach 1975–1998 miejscowość administracyjnie należała do województwa słupskiego.
Inne miejscowości o nazwie Gaje: Gaje